# Quarantaine sessie 1
Quarantaine sessie #1 is een lied van de Algerijns-Franse rapper Boef. Het werd in 2020 als single uitgebracht.

## Achtergrond
Quarantaine sessie #1 is geschreven door Sofiane Boussaadia en geproduceerd door MB. Het is een lied uit het genre nederhop. Het lied was de eerste van drie nummers van de rapper met vrijwel dezelfde titel maar met opeenvolgend nummer; Quarantaine sessie #2 in samenwerking met 3robi in 2020 en Quarantaine sessie #3 in 2021. De videoclip bij het nummer is in de villa van de rapper in Almere opgenomen.

## Hitnoteringen
De artiest had bescheiden succes met het lied in de Nederlandse hitlijst. Het piekte op de 41e plaats van de Nederlandse Single Top 100 en stond vier weken in deze hitlijst.  De Top 40 werd niet bereikt; het lied bleef steken op de 22e plaats van de Tipparade.